# NGC 48
NGC 48 je spirální galaxie vzdálená od nás zhruba 88 milionů světelných let nacházející se v souhvězdí Andromedy.